# مالاچی ریچاردسون
مالاچی ریچاردسون (زاده ۵ ژانویه ۱۹۹۶) یک بسکتبالیست حرفه ای آمریکایی است که آخرین بار برای GTK Gliwice لیگ بسکتبال لهستان (PLK) بازی کرده‌است. او یک فصل بسکتبال کالج را برای سیراکیوز بازی کرد قبل از اینکه توسط شارلوت هورنتس انتخاب شود.
در ۱۶ نوامبر ۲۰۲۱، ریچاردسون با گرگ‌های دریایی شچسین از لیگ بسکتبال لهستان (PLK) قرارداد امضا کرد. در ۱۷ دسامبر ۲۰۲۲، او با GTK Gliwice قرارداد امضا کرد.